# Giovanni Di Pietro
Giovanni Di Pietro (Teramo, 18 ottobre 1947) è un politico italiano.

## Biografia
Dopo aver conseguito nel febbraio 1971 la laurea in Scienze Politiche discutendo la tesi "IPOTESI DI SVILUPPO PER L'ABRUZZO" frequenta da marzo a settembre un master in Political Science ALL'ALGONQUIN COLLEGE di Ottawa (Canada).Dal 10 Ottobre al 10 Dicembre 1971 frequenta l'Università di FLORIANOPOLIS nello stato di Santa Catarina in BRASILE.
Rientrato in Italia, dal marzo 1972 al marzo 1974 è segretario della sezione universitaria del PCI di Chieti, dove frequenta la facoltà di FILOSOFIA. Superati gli esami inizia a scrivere la tesi "L'UTILITARISMO MORALE IN ADAM SMITH".
In provincia di Chieti insegna saltuariamente DIRITTO ED ECONOMIA negli istituti secondari.
All'inizio di aprile 1974 rientra a Teramo per dirigere la campagna referendaria sul divorzio in Val Vibrata e fino al 31 agosto 75 dirige la FGCI provinciale di Teramo.In questo periodo inizia la collaborazione con il Prof. Filippo Mazzonis docente di Storia Contemporanea nella facoltà di SCIENZE POLITICHE della UNIVERSITÀ G. D'ANNUNZIO.
Nel settembre del 1975 lascia l'insegnamento quando viene eletto nella segreteria provinciale del PCI di Teramo con la responsabilità del dipartimento Cultura, Scuola e Università.
Il 13 marzo 1977 è eletto segretario provinciale del PCI di Teramo.
Nel maggio 1983 è stato eletto segretario regionale del PCI in Abruzzo.
Dal marzo 1983 al marzo 1989 è stato membro del Comitato Centrale del PCI.
Alle elezioni politiche del 1987 è stato eletto alla Camera dei deputati nelle liste del PCI per la circoscrizione L'Aquila-Pescara-Chieti-Teramo, ottenendo 27.829 preferenze. Durante la X legislatura fa parte del gruppo comunista, poi aderisce al Partito Democratico della Sinistra, con il quale sarà eletto alle successive elezioni politiche nella stessa circoscrizione, ottenendo 14.208 preferenze.
Dal 23 aprile 1995 al 13 giugno 2004 è stato eletto per due consiliature Vice Sindaco di Teramo in una coalizione di centro-sinistra che per la prima volta dal dopo guerra ha visto la sinistra al governo della città.
Nel settembre 2004 viene chiamato da Piero Fassino, segretario dei Democratici di Sinistra, a collaborare con la segreteria per la preparazione del congresso nazionale del partito tenutosi nella primavera del 2005.